# Saint-Sulpice-sur-Lèze
 Saint-Sulpice-sur-Lèze  es una población y comuna francesa, en la región de Mediodía-Pirineos, departamento de Alto Garona, en el distrito de Muret y cantón de Carbonne.

## Demografía
| 883 | 1010 | 1192 | 1264 | 1423 | 1639 |
| Para los censos de 1962 a 1999 la población legal corresponde a la población sin duplicidades (Fuente: INSEE [Consultar]) |      |      |      |      |      |